# Holonom
Holonom (griech.: „ganz gesetzlich“) ist eine Eigenschaft eines mechanischen Systems. Ein holonomes System von Körpern zeichnet sich dadurch aus, dass sich die Lage der Körper durch {\displaystyle n} generalisierte Koordinaten {\displaystyle q_{1},q_{2},\ldots ,q_{n}} beschreiben lässt, die
- gänzlich unabhängig voneinander sind

oder
- durch m < n Bedingungen (Zwangsbedingungen)

{\displaystyle a_{i}(q_{1},q_{2}...q_{n},t)=0;\quad i\in [1,m]}
verbunden sind.
Wie viele generalisierte Koordinaten das System beschreiben, also welchen Zahlenwert der Index {\displaystyle n} hat, muss durch die Bestimmung der Freiheitsgrade des Systems ermittelt werden.  

## Nicht-holonome Systeme
Enthält mindestens eine der Bedingungen {\displaystyle a_{i}} eine oder mehrere Geschwindigkeitskoordinaten {\displaystyle {\dot {q}}} (zeitliche Ableitung der generalisierten Koordinaten), ist sie also von der Form
{\displaystyle a_{i}(q_{1},q_{2}...q_{n},{\dot {q}}_{1},{\dot {q}}_{2}...{\dot {q}}_{n},t)=0,}
und lassen sich die Geschwindigkeitskoordinaten nicht durch Integration eliminieren, so ist das System nicht-holonom.

Auf der x-y-Ebene rollendes Rad (Draufsicht)

Als Beispiel rollt das Rad eines Fahrzeuges ohne zu gleiten auf einer ebenen Fläche. Die Unabhängigkeit der Koordinaten {\displaystyle x}, {\displaystyle y} und {\displaystyle \varphi } ist eingeschränkt durch die nicht-integrierbare Bedingung
{\displaystyle v=-{\frac {\dot {x}}{\sin \varphi }}={\frac {\dot {y}}{\cos \varphi }}}
{\displaystyle \Leftrightarrow {\dot {x}}\cdot \cos \varphi +{\dot {y}}\cdot \sin \varphi =0.}
d. h. die Richtung {\displaystyle {\vec {v}}} der Rollbewegung kann nur senkrecht zur Radachse stehen.
Während jede Konstellation des Systems mit den beliebig gewählten Koordinaten {\displaystyle x}, {\displaystyle y} und {\displaystyle \varphi } zulässig ist (3 Freiheitsgrade „im Großen“), das Rad also jede beliebige Position und Ausrichtung in der Ebene einnehmen kann, gibt es beim Übergang von einer Konstellation zu einer infinitesimal benachbarten eine Einschränkung durch obige nicht-holonome Rollbedingung; „im Kleinen“ existieren daher nur 2 Freiheitsgrade.
Auf die tatsächliche Rollbewegung eines Rades ist das Beispiel nicht übertragbar, da durch den Schräglaufwinkel auch Geschwindigkeiten in Richtung der Radachse auftreten.